# Tongschar
De tongschar (Microstomus kitt) of neustong (in Nederland) is een straalvinnige vis uit de familie van schollen (Pleuronectidae), orde platvissen (Pleuronectiformes), die voorkomt in het noordoosten van de Atlantische Oceaan.

## Anatomie
De tongschar kan maximaal 65 centimeter lang en bijna 3 kilogram zwaar worden. De hoogst geregistreerde leeftijd is 23 jaar. Het lichaam van de vis heeft een gedrongen vorm.
De vis heeft één rugvin en één aarsvin.

## Leefwijze
De tongschar is een zoutwatervis die voorkomt in een gematigd klimaat. De soort is voornamelijk te vinden in zeeën en wateren op een harde ondergrond. De diepte waarop de soort voorkomt is 10 tot 200 meter.
Het dieet van de vis bestaat hoofdzakelijk uit ongewervelden, waarbij een voorkeur bestaat voor borstelwormen.

## Relatie tot de mens
De tongschar is voor de visserij van aanzienlijk commercieel belang. De soort kan worden bezichtigd in sommige openbare aquaria.
De soort komt niet voor op de Rode Lijst van de IUCN.